# Lifesong Live
| Críticas profissionais | Críticas profissionais |
| Avaliações da crítica  | Avaliações da crítica  |
| Fonte                  | Avaliação              |
| ---------------------- | ---------------------- |
| allmusic               | link                   |
| Jesus Freak Hideout    | link                   |

Lifesong Live é o segundo álbum ao vivo da banda Casting Crowns, lançado em 3 de outubro de 2006.
Em 2007, o álbum foi nomeado para os Dove Awards na categoria "Long Form Music Video of the Year".

## Faixas
1. "Lifesong" — 5:05
2. "Praise You in This Storm" — 4:46
3. "Love Them Like Jesus"	— 4:39
4. "Does Anybody Hear Her" — 4:37
5. "Stained Glass Masquerade" — 3:53
6. "Father, Sprirt, Jesus" — 5:08
7. "Set Me Free" — 4:18

## Desempenho nas paradas musicais
| Parada musical (2006)                 | Posição |
| ------------------------------------- | ------- |
| Estados Unidos - Top Christian Albums | 16      |